# Équipe cycliste Canyon-SRAM generation
L'équipe cycliste Canyon//SRAM zondacrypto generation est une équipe cycliste féminine allemande. Fondée en 2022, elle est l'équipe de développement de l'équipe Canyon-SRAM Racing. Son siège social est basé à Leipzig.

## Histoire de l'équipe
L'équipe a été créée pour la saison 2022 en tant que réserve (équipe de développement) de la Canyon//SRAM Racing, équipe de l'UCI World Tour féminin. Elle s'inscrit au sein du programme D&I (diversité et inclusion) à long terme de Canyon//SRAM. C'est pourquoi elle axe une partie de son recrutement vers des coureuses issues de pays où le cyclisme est moins développé. Le recrutement s'est faite via un appel à candidature. 239 coureuses de 62 nations ont ainsi déposé leur candidature. 8 coureuses sont retenue pour cette première saison. L'équipe ne se focalise pas que sur des coureuses étrangères, ainsi les allemandes Ricarda Bauernfeind et Antonia Niedermaier font aussi partie de l'effectif.
Depuis la première saison, l'équipe est licenciée en tant qu'équipe continentale UCI (la 2e division du cyclisme mondial).

## Saison actuelle
Équipe
| Effectif 2025                | Effectif 2025     | Effectif 2025  | Effectif 2025                     |
| Cycliste                     | Date de naissance | Pays           | Équipe précédente                 |
| ---------------------------- | ----------------- | -------------- | --------------------------------- |
| Emily Dixon (9 mars–31 déc.) | 29 décembre 2006  | Australie      |                                   |
| Selam Ahama Gerefiel         | 3 septembre 1997  | Éthiopie       | Centre mondial du cyclisme (2023) |
| Diane Ingabire               | 17 juillet 2001   | Rwanda         |                                   |
| Maude Le Roux                | 3 juin 1999       | Afrique du Sud | Centre mondial du cyclisme (2023) |
| Jule Märkl                   | 7 mars 2005       | Allemagne      |                                   |
| Joelle Amelie Messemer       | 10 octobre 2006   | Allemagne      |                                   |
| Florence Nakagwa             | 9 septembre 2004  | Ouganda        |                                   |
| Awen Roberts                 | 23 février 2005   | Royaume-Uni    |                                   |
| Ese Lovina Ukpeseraye        | 21 mars 1999      | Nigeria        |                                   |
|                              |                   |                |                                   |
| Source : ProCyclingStats     |                   |                |                                   |

Victoires
| Victoires | Victoires | Victoires | Victoires | Victoires | Victoires |
| Date      | Course    | Pays      | Classe    | Vainqueur |           |
| --------- | --------- | --------- | --------- | --------- | --------- |